# Witold Tkacz
Witold Tkacz (ur. 1939) – polski lekkoatleta, długodystansowiec (maratończyk).
Zawodnik ŁKS Łódź.
Brązowy medalista mistrzostw Polski w maratonie (1965) z czasem 2:41:28 (najlepszy wynik w karierze).